# Olivia Hussey
Olivia Hussey (født Olivia Osuna 17. april 1951 i Buenos Aires, død 27. december 2024) var en britisk-argentinsk skuespillerinde, der bl.a. er kendt for sin filmrolle som Jomfru Maria i Franco Zeffirelli's tv-dramaserie Jesus fra Nazaret fra 1977.
Hun var datter af tangosangeren Andreas Osuna. Da hun var syv år flyttede hun med sin engelske mor og bror til England, hvor hun studerede ved teaterskolen og havde sin scenedebut i The Prime of Miss Jean Brodie. Her blev hun opdaget af den italienske filminstruktør Franco Zeffirelli, der gav hende hovedrollen som Julie i filmen Romeo og Julie, der var baseret på stykket af William Shakespeare.
Hun var gift tre gange og havde 3 børn (1 barn med hver mand). Hendes første mand (1971-1978) var Dean Paul Martin, søn af Dean Martin.

## Filmografi
- 1964: The Crunch
- 1965: Cup Fever
- 1965: The Battle of the Villa Fiorita
- 1968: Romeo og Julie
- 1969: All the Right Noises
- 1971: H-Bomb
- 1972: Un Verano para matar
- 1973: Lost Horizon
- 1974: Black Christmas
- 1977: Jesus fra Nazaret
- 1978: The Bastard
- 1978: Death on the Nile
- 1978: The Pirate
- 1979: The Thirteenth Day: The Story of Esther
- 1979: The Cat and the Canary
- 1980: Fukkatsu no hi
- 1980: The Man with Bogart's Face
- 1982: Ivanhoe
- 1982: Turkey Shoot
- 1984: The Last Days of Pompeii
- 1985: The Corsican Brothers
- 1987: Distortions
- 1988: La Bottega dell'orefice
- 1990: Sheng zhan feng yun
- 1990: Psycho IV: The Beginning
- 1990: It
- 1993: Save Me
- 1993: Quest of the Delta Knights
- 1995: Ice Cream Man
- 1996: Dead Man's Island
- 1998: The Gardener
- 1998: Shame, Shame, Shame
- 2000: El Grito
- 2001: Island Prey
- 2003: Madre Teresa
- 2005: Headspace
- 2006: Seven Days of Grace
- 2007: Tortilla Heaven
- 2007: Chinaman's Chance
- 2007: Three Priests
- 2007: Harvest Moon